# Шелудько Дмитро Ілліч
Дмитро́ Іллі́ч Шелу́дько (Шелудко, Шолудко, Поглубко) (21 вересня 1892, с.Іркліїв Полтавської губернії — 8 травня 1954, Софія) — український дипломат, мовознавець, літературознавець, популяризатор української літератури у Болгарії. Романіст і провансаліст, який проводив дослідження в Німеччині.

## Біографія
Народився 1892 року в селі Іркліїв на Полтавщині. Відвідував школи в Черкасах і Києві, закінчив Колегію Павла Галагана в 1911 році. У 1915 році здобув освіту у Київському Університеті; з романської філології — в університеті в Галле (Німеччина). Володів 14 мовами.
Читав пробні лекції в Києві у 1918 р. Він поїхав до Болгарії. У 1919—1921 рр. працював секретарем у Посольстві України в Болгарії.

Шелудько Д. І. серед групи співробітників посольства УНР у Софії (Болгарія).

У 1920 році переїхав до Галле і (з 1922 року) до Берліна де продовжив навчання. 25 лютого 1931 року отримав докторську ступінь у Карла Вореча в Галле. Після літнього семестру 1931 року працював на Лео Шпіцера в Кельнському університеті. Там йому востаннє довірили викладати в зимовому семестрі 1933—1934 років. Потім він виїхав від німецького націонал-соціалістичного антисемітизму до Болгарії, де з 1944 року працював у Міністерстві пропаганди Болгарії. Шелудько опублікував численні результати досліджень старофранцузької, старопровансальської та новопровансальської, а також румунської мови у відповідних німецьких журналах, які загалом займають майже 1000 сторінок. Помер у 1954 році у віці 61 року.
Автор другого (після І. Шаровольського) і повнішого (близько 700 слів) дослідження про німецькі лексичні запозичення в українській мові. Рецензенти вказували на те, що теза Шелудька про польське посередництво в усіх українських германізмах перебільшена (Н. Ліперовська «Мовознавство», ч. 2, 1934, В. Сімович, ЗНТШ, 155), але політична атмосфера 1933 року внеможливила розгортання дискусії. Крім того, праці про українізми в румунській мові, румунізми в українській і болгарській мовах. По переїзді до Болгарії (1927), популяризував українську літературу, зокрема Шевченка в болгарських виданнях.

## Сім'я
- син — Шелудько Олексій Дмитрович (1920—1995), вчений хімік